# Carlos Navarrete Ruiz
Carlos Navarrete Ruiz (Salvatierra, Guanajuato, 26 de septiembre de 1955) es un político mexicano, miembro del Partido de la Revolución Democrática.
Además ha desempeñado el cargo de secretario general y vocero del partido, senador suplente de 2000 a 2006, este último año ha sido electo senador plurinominal para el periodo que culmina en 2012. El 31 de agosto de 2009 fue elegido Presidente del Senado de México y primer perredista en ocupar dicha posición.
El 5 de diciembre de 2012, Carlos Navarrete fue nombrado secretario de Trabajo y Fomento al Empleo del gobierno del Distrito Federal, con lo que se integra al gabinete de Miguel Ángel Mancera.

## Biografía
Oriundo de la ciudad guanajuatense de Salvatierra, nació el 26 de septiembre de 1958. Durante su paso por la preparatoria se adentró en la ideología de izquierda y se convirtió en líder estudiantil.
Participó en la formación del Partido Socialista de los Trabajadores (PST), dentro del cual, a los 27 años de edad, se convirtió en diputado de la LII Legislatura del Congreso del Estado de Guanajuato de 1982 a 1985, donde fungió como coordinador de su grupo parlamentario.
Como consecuencia de su actividad política, durante la década de los ochenta Carlos Navarrete, junto con Jesús Ortega, Jesús Zambrano y Miguel Alonso Raya, fueron conocidos como “Los Coroneles”.
En 1987 participó en la fusión de su partido, el PST, con el Partido Socialista Unificado de México (PSUM), para formar el Partido Mexicano Socialista (PMS). Desde el cual, al año siguiente, colaboró en la campaña presidencial del ingeniero Heberto Castillo Martínez y después en el movimiento del ingeniero Cuauhtémoc Cárdenas en el Frente Democrático Nacional.
Navarrete logra convertirse en diputado federal para la LIV Legislatura de 1988 a 1991, y participa en la fundación el 5 de mayo de 1989 del Partido de la Revolución Democrática (PRD).
En la LVI Legislatura volverá a ocupar un escaño como diputado federal perredista entre 1994 y 1997, en donde participó activamente en diversas comisiones, entre las que destacan las de Defensa Nacional y la de Comunicaciones y Transportes; así como las especiales de investigación por el caso CONASUPO y la de investigación por el caso Ruiz Massieu.
Al interior del Partido de la Revolución Democrática, ha participado activamente como presidente del Comité Estatal en Guanajuato y luego en el Comité Ejecutivo Nacional, primero como secretario de Planeación entre 1996 y 1999 durante la dirigencia de Andrés Manuel López Obrador, y luego como vocero y secretario de Comunicación y Prensa de 1999 a 2002. Entre 2002 y 2005 fungió como secretario general nacional.
En 2006 fue elegido senador de la República por lista nominal y sus compañeros lo nombraron como coordinador de la Fracción Parlamentaria del PRD en el Senado de la LX Legislatura. El día de la instalación de esa legislatura del Congreso de la Unión el 1º de septiembre de ese mismo año, encabezó a los senadores y diputados del Frente Amplio Progresista (conformado por legisladores del PRD, PT y Convergencia) en el Palacio Legislativo de San Lázaro en protesta por la violación a la soberanía del recinto parlamentario. Lo anterior, porque las instalaciones de la Cámara de Diputados fueron tomadas por fuerzas policiales y de la Armada de México, bajo instrucciones del presidente Vicente Fox Quesada, hecho que lesionó la soberanía del Poder Legislativo y de sus miembros, así como garantías individuales de ciudadanos.
Navarrete fue ratificado el 7 de agosto de 2009 para continuar como coordinador parlamentario del PRD durante la nueva legislatura, la LXI para el período de 2009 a 2012.
En un hecho sin precedentes, Navarrete fue elegido por unanimidad el 31 de agosto de 2009, por sus compañeros senadores mediante cédulas en votación secreta, como el primer presidente de izquierda de la Mesa Directiva de la Cámara Alta, para los trabajos legislativos a iniciarse al día siguiente, para un período de un año en la Casona de Xicoténcatl.
En 2012 fue precandidato del PRD a la jefatura de gobierno del Distrito Federal.

## Gobierno del Distrito Federal
El 5 de diciembre de 2012, Carlos Navarrete fue nombrado secretario de Trabajo y Fomento al Empleo del gobierno del Distrito Federal, por el Jefe de Gobierno Miguel Ángel Mancera.

## Presidencia del PRD
El 15 de octubre de 2013, Carlos Navarrete renunció a su cargo como secretario de Trabajo y Fomento al Empleo del gobierno del Distrito Federal con la finalidad de iniciar su campaña para buscar la dirigencia del Partido de la Revolución Democrática. 